# Federico Moretti (futbolista)
Federico Nicolas Moretti (Génova, Italia, 28 de octubre de 1988) es un futbolista italiano, que se desempeña como mediocampista en el Vicenza Calcio de la Serie B de Italia.

## Clubes
| Club               | País   | Año             |
| ------------------ | ------ | --------------- |
| Parma FC           | Italia | 2006 - 2008     |
| AS Varese 1910     | Italia | 2008 - 2009     |
| Calcio Catania     | Italia | 2009 - 2010     |
| Ascoli Calcio 1898 | Italia | 2010 - 2011     |
| Calcio Catania     | Italia | 2011            |
| US Grosseto        | Italia | 2011 - 2012     |
| Calcio Catania     | Italia | 2012 - 2014     |
| Vicenza Calcio     | Italia | 2014 - 2015     |
| Latina Calcio      | Italia | 2015 - Presente |